# Уэлдон (футболист)
Уэлдон Сантос де Андраде (порт. Weldon Santos de Andrade; 6 августа 1980, Санту-Андре, Бразилия), — бразильский футболист, нападающий.

## Карьера
Уэлдон родился в Санту-Андре, Сан-Паулу. В своей ранней карьере он представлял четыре клуба, но нигде долго не задерживался: «Сантос», «Бразильенсе», «Спорт Ресифи» и «Понте-Прета», а затем переехал за границу в 2004 году, став игроком «Ан-Насра» из Саудовской Аравии.
В следующем году Уэлдон подписал контракт с бразильским «Крузейро» и вернулся на родину. Тем не мене, на протяжении выступления несколько раз отдавался в аренду, в том числе, дважды во французской лигу 1, а именно в «Сошо» и «Труа». Но там игрок редко играл; всего десять игр и один гол в двух сезонах.